# Svindlerek (televíziós sorozat)
A Svindlerek egy ismeretterjesztő tévésorozat, amelyben öt állandó szereplő a csalók által elkövetett gyakori szélhámosságokat mutatja be. A szereplők: Alexis Conran, Jessica-Jane Clement, Paul Wilson, Dean Lennox Kelly, Craig Kelly. A trükköket nem dramatizált formában mutatják be, hanem „élesben” játsszák el, gyanútlan balekokat megtévesztve, az események végeztével azonban leleplezik magukat.
Vajon mennyire félünk attól, hogy meglopnak vagy becsapnak bennünket – esetleg mind a kettő megtörténik velünk? Sokan bizonyára azt állítják, hogy nagyon, pedig az emberek többsége nem eléggé óvatos. Ezt bizonyítja ez a különleges sorozat is, mely különleges világba enged bepillantást. A csalók mindenütt ott vannak, de a sorozat leleplezi különböző trükkjeiket. Kiderül, hogy a fogások a világ szinte minden pontján ugyanolyanok, mivel az emberek is mindenütt hajlamosak a hiszékenységre és a figyelmetlenségre. A film készítői rejtett kamerákkal követik három profi akcióit. Eközben a nézők azt is megtudják, hogy miként lehet kivédeni a szélhámosok, a trükkökkel élők, kártyacsalók, zsebtolvajok cseleit; tanácsokat kapnak a csalások áldozataitól, illetve rendőrségi szakemberektől.
Szereplői: Alexis Conran, Jessica-Jane Clement, Paul Wilson, Dean Lennox Kelly, Craig Kelly.
Eredeti sugárzási helye a BBC Three, Magyarországon a Spektrum TV.
A Svindlerek című műsor fő témája, hogy a nézőknek bemutassák a csalók és tolvajok által legkedveltebb trükköket. Alex, Jess és Paul beutazzák Angliát hogy megmutassák: Ami túl szép ahhoz hogy igaz legyen, az valószínűleg nem az. A műsor kezdetétől fogva jelen volt egy "Hogyan szerezzünk potya italt vagy ételt?" című rovat, melyben nagyon egyszerű, ún. kocsmatrükköket mutattak be melynek lényege az, hogy a balek azt hiszi csak ő nyerhet, de valójában mindig a csaló a nyertes! Az epizódokat meg lehet tekinteni a  honlapon. A sorozat a következő melléknevekkel illette a szereplőket: Alex, a titkos trükköző. Paul, a megtévesztő művész. Jess, a szexi(s) szélhámos. Többek között végrehajtottak kaszinó csalásokat, bolti lopásokat, zsebtolvajlást és cirkuszi játékokkal csalták ki a gyanútlan járókelők, az ő nyelvükön "balekok" pénzét.

## A svindlerek

### Alex
Alex, a titkos trükköző... Alexis Conran Párizsban született és Görögországban nőtt fel. Tizenhat évesen Londonba költözött, hogy színésznek tanuljon. Azóta színészként dolgozik, tévében és filmekben. Miközben egy színdarabon dolgozott, egyik színésztársáról kiderült, hogy bűvész. Három éve dolgozott hivatásos bűvészként kártyatrükkökre specializálódva. London hírességeinek partijain adott elő, Európa szerte voltak bemutatói. Ez akkor derült ki, miközben Alex egy amerikai filmen dolgozott és beállt pókerezni amerikai színészekhez. Ez a játék egy teljesen új karrier kezdete volt. Játék közben észrevette, hogy az egyik játékos csal, rendezte a paklit osztás előtt. Alex nem akart nagy felhajtást csapni és zavarba hozni más játékosokat, inkább használta az ügyességét, hogy lehetetlenné tegye a csalást a győzelemhez. A Svindlerek remek alkalom volt Alexnek hogy kombinálja színészi tehetségét és kézügyességét.
A sorozatbeli álneve: Ian Steele.

### Jess
Jess, a szexis szélhámos... Jessica-Jane Clement egy sheffieldi születésű televíziós műsorvezető, színész és  modell. Kétévesen kezdett táncolni,  ötéves  korában már heti öt edzése volt: balett, tap, jazz, Hip-Hop és gimnasztika. Tizennégy éves korában szerepelt Jess az első rövid filmjében. Miután befejezte színésztanulmányait és elvégezte a pszichológia szakot a főiskolán, felajánlottak neki egy helyet egy nagy presztízzsel bíró intézményben, a Darting College of Arts-ban. Mielőtt költözött, Jessica megnyert egy szépségversenyt és gyorsan beiratkozott egy londoni modellügynökségbe. Tizennyolcévesen úgy döntött, hogy elhalasztja a helyét a Darting College of Arts-ban egy évre és Londonba költözött, ahol 'fiúk mágnes'-ének nevezte magát magát és sok zenei videóban táncolt. Egy évvel később Jess számos fotóssal dolgozott együtt, köztük Bob Carlos Clark-kal, aki lefényképezte őt az amerikai Playboynak. Amellett, hogy modellként bemutatókon vett részt, tévés és filmes szerepei is voltak, többek között az Empire Productions-ben, a  Mousakka and Chips-ben és az MTV's Road To Hell-ben. Ezek utángy döntött, mégsem megy a művészeti főiskolára. Néhány hónappal később azután, hogy szerepelt a Dream Team-ben  kiválasztották a 'szexis szélhámosnak' a Svindlerekben és azóta is a csapat tagja. Sorozatbeli álneve: Sue Windle.

### Paul
Paul, a megtévesztő művész...A ciprusi születésű Ronald Paul Wilson már nyolcéves kora óta bűvészkedik. Mielőtt komolyabban foglalkozott volna a szakmával, tizenkét évet töltött informatikai szakemberként. Az igazi ismertséget a 2004-es Shade című film hozta neki, melynek forgatása alatt egyszerre dolgozott a rendező munkatársaként, tanácsadóként, valamint egy Mr. Andrews nevű hamiskártyás szerepét is eljátszotta. Kisebb tanácsadói szerepet kapott még ezenkívül a – sokakat a bűvész pályán elindító – Smokin Aces című filmben is. Itt arra kellett felügyelnie, hogy a filmbeli színészek valóban profi módon kezeljék a kártyákat.
Együtt dolgozott többek közt Sylvester Stallone-val, Ben Affleckkel, Alicia Keys-szel és még Chriss Angelnek is segített a televíziós műsorában. Jelenleg a BBC 2006-ban indult televíziós műsorában, a Svindlerekben dolgozik. Sorozatbeli álneve: Rob Marks.